# Samsung Galaxy J7 (2016)
El Samsung Galaxy J7 (2016) es un teléfono inteligente Android de gama media producido por Samsung Electronics en 2016 y basado en el chipset Qualcomm MSM8952 Snapdragon 617 o Exynos 7870 Octa. Ha sido uno de los teléfonos más populares del año 2016.

## Hardware
El Samsung Galaxy J7 viene con un panel trasero extraíble, un marco de diamante cromado metálico y una cubierta posterior de plástico con acabado metálico. En la parte frontal del teléfono, hay una pantalla de 5.5 pulgadas con dos botones capacitivos para cambiar entre aplicaciones y un botón de inicio de hardware justo debajo de la pantalla. Sobre la pantalla, hay una cámara de 5 megapíxeles con un flash LED y una rejilla cromada que cubre el auricular y los sensores. Cuenta con un sensor de imagen Samsung S5K3L2 CMOS. En el borde derecho del teléfono, hay un botón de encendido y hay teclas de volumen en el borde izquierdo del teléfono. Hay un conector para auriculares de 3.5 mm y un puerto micro USB en la parte inferior del dispositivo. En la parte posterior del dispositivo, hay una ranura para una tarjeta microSD y 2 ranuras para tarjetas SIM y chips NFC con una batería de 3300 mAh oculta bajo una cubierta trasera de plástico.
Samsung Galaxy J7 tiene una pantalla HD Super AMOLED con una resolución de 720 × 1280. La pantalla viene con vidrio resistente a los rasguños, que según Samsung es equivalente al Gorilla Glass 3 de Corning.

## Software
El Samsung Galaxy J7 (2016) viene con la versión Android Marshmallow 6.0.1 con la capa de interfaz de usuario TouchWiz de Samsung por defecto.

## Actualización a Android Nougat (2017)
En 2017, Samsung lanzó una actualización mediante OTA (over the air) de Android 7.0 Nougat con la capa de interfaz Samsung Experience en su versión 8.5 que incluía nuevas funciones como nuevos íconos para las aplicaciones conocidos popularmente como Dream Ux Icons, una nueva tienda de temas llamada Samsung Themes y una nueva aplicación llamada Game Launcher para organizar todos los juegos en ésta.
El llamado administrador inteligente cuando el teléfono contaba con Android 6.0, desapareció en esta actualización y le da paso a la aplicación Mantenimiento dispositivo (introducida inicialmente en el Galaxy Note7 y otros dispositivos de 2016 y 2017 anteriores a Samsung Experience que contaban con la capa Grace UX).
La FOTA de Android N para el Galaxy J7 (2016) fue lanzada inicialmente por Samsung en Rusia, pero hasta inicios del 2018 se extendió hasta otras regiones de Europa, Asia y América a todos los modelos tanto de la versión estándar como de la llamada versión Metal.

## Actualización a Android Oreo (2018)
En octubre de 2018, Samsung lanzó una nueva actualización de software via OTA A Android 8.1.0 Oreo para el Galaxy J7 (2016) a nivel global, que incluía cambios considerables como un nuevo método de recepción de notificiaciones, cambios por defecto en íconos de aplicaciones como WhatsApp, Facebook, Twitter, Google Hangouts, etc. y la aplicación Carpeta segura(existente en la línea Galaxy J desde los Galaxy J5/J7 Pro y J7 Neo de 2017).
Android 9 Pie con One UI no llegará mediante OTA al Galaxy J7 (2016), puesto que este dispositivo ya recibió las dos actualizaciones mayores que Samsung envía a todos sus dispositivos; sin embargo es posible instalar ROMs no oficiales con este sistema operativo.